# 커버 (행위)
커버(영어: cover)는 팬코스프레의 일종으로, 특정 가수의 노래를 부르거나 퍼포먼스에 해당하는 댄스를 모방하는 행위를 말한다. 그 뜻은 '대신하다, 리메이크하다'라는 의미를 가진 영어단어 cover에서 비롯된 것이며, 개인이 모방할 경우에는 커버라고 불리고, 단체가 모방할 경우에는 커버팀으로 불린다.
최근 논란이 되고 있는 한국의 가수를 모방한 짝퉁 빅뱅, 짝퉁 소녀시대, 짝퉁 2NE1 등은 모두 해외의 커버팀 또는 팬코스프레팀에 해당한다.

## 같이 보기
- 팬코스프레
- 리메이크